# Kľačianska Magura
Kľačianska Magura (1367 m n. m.) je hora v Malé Fatře na Slovensku. Nachází se v jižní rozsoše vrcholu Suchý (1468 m), od něhož je oddělena Sedlem pod Suchým (1300 m) a dále dvojicí bezejmenných vrcholů a sedel. Z hory vybíhají celkem čtyři další rozsochy. První se táhne severozápadním směrem přes vrchol Lipovská Magura (1101 m) k vrcholu Čierťaž (874 m). Další směřuje k jihozápadu přes sedlo Príslop (1016 m) k vrcholu Nad Kýčerou (1121 m), kde se dělí na dvě větve: západní s vrcholem Panošiná (1022 m) a jižní s vrcholem Kozinec (918 m). Třetí rozsocha směřuje přímo na jih k vrcholu Repiská (811 m) a čtvrtá k jihovýchodu k vrcholu Vinicko (1054 m), kde se dělí na dvě větve: jižní bez výrazného vrcholu a jihovýchodní s vrcholem Jarolím (788 m). Východní svahy hory spadají do údolí Pod Čiernym kameňom, jihovýchodní do Kľačianské doliny, jihozápadní do Mníšie doliny, západní do údolí Hoskora a severozápadní do Pekelné doliny. Celá hora včetně vrcholových partií je porostlá vzrostlým lesem a neposkytuje žádné výhledy. Zdejší příroda je chráněna v rámci stejnojmenné národní přírodní rezervace. Na jižních svazích hory se nachází Chata pod Kľačianskou Magurou.

## Přístup

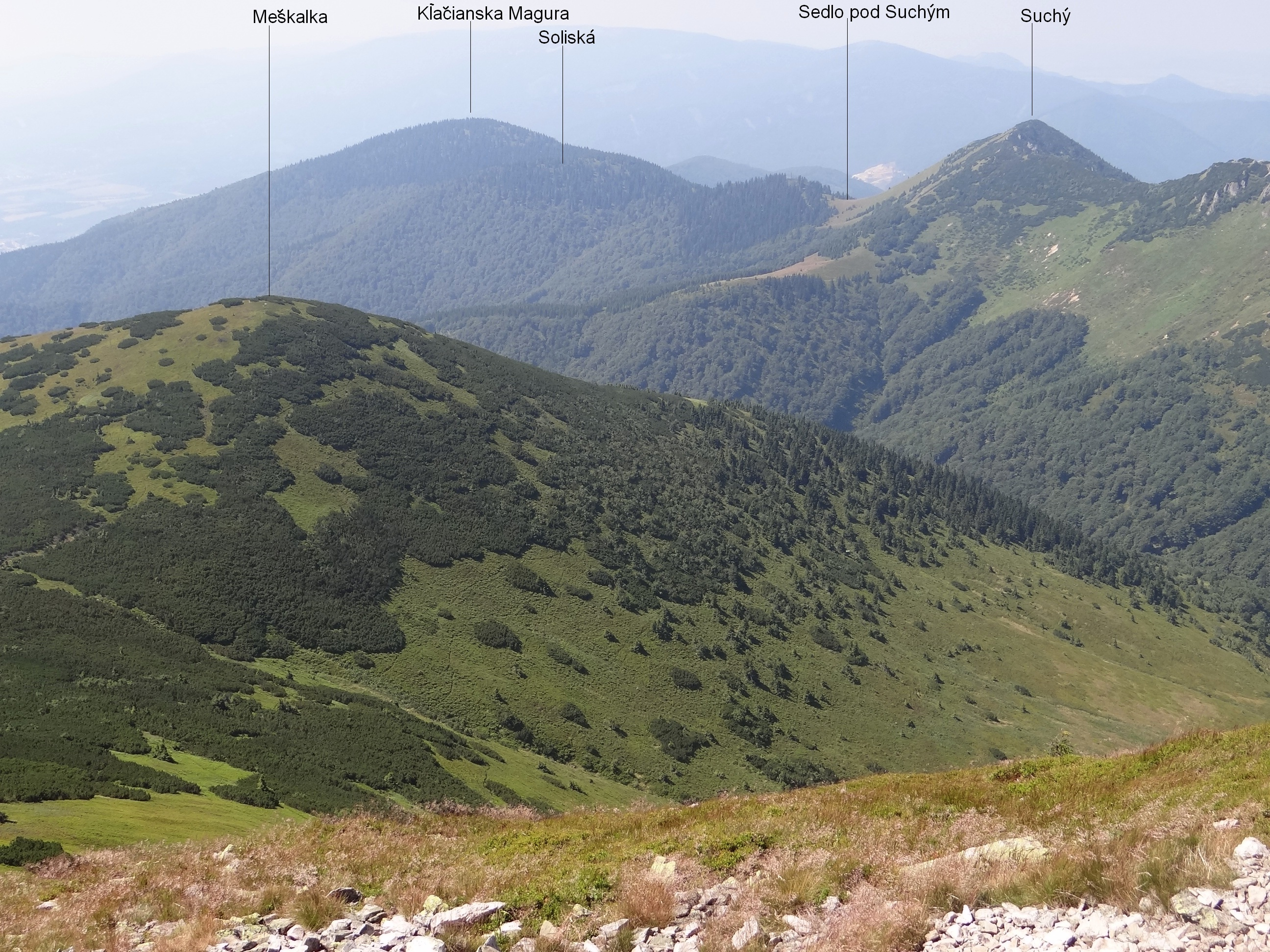
Kľačianska Magura z Malého Kriváně

Na vrchol hory nevedou žádné značené cesty, tudíž je dle návštěvního řádu NP Malá Fatra turisticky nepřístupný. Po východním úbočí prochází zeleně značená trasa v úseku mezi Chatou pod Kľačianskou Magurou a Sedlem pod Suchým.

## Chráněné území
Kľačianska Magura je národní přírodní rezervace v katastrálních územích obcí Lipovec, Sučany a Turčianske Kľačany v okrese Martin v Žilinském kraji. Území bylo vyhlášeno v roce 1976 a jeho rozloha je 204,47 hektaru. Předmětem ochrany je komplex přírodní lesů na hřebenech Malé Fatry, s porosty smrčin pralesovitého charakteru.